# Riocorrente
Riocorrente é um filme de drama brasileiro de 2014 dirigido e escrito por Paulo Sacramento. O filme é estrelado por Lee Taylor, Simone Iliescu, Vinícus dos Anjos e Roberto Audio e estreou no Festival de Cinema de Brasília de 2013. Foi lançado nos cinemas em 5 de junho de 2014 pela Califórnia Filmes.

## Sinopse
Carlos (Lee Taylor), Renata (Simone Iliescu) e Marcelo (Roberto Audio) fazem parte de um triângulo amoroso em meio a uma caótica rotina na cidade de São Paulo, uma grande metrópole. Marcelo é um jornalista em crise com seu trabalho. Carlos é um ex-ladrão de carros. Renata é uma mulher endividada buscando preencher seu vazio existencial. Em meio a isso tudo, Carlos tenta cuidar do menino Exu (Vinicius dos Anjos), mas ele passa o dia inteiro nas ruas da cidade.

## Elenco
- Roberto Audio como Marcelo
- Simone Iliescu como Renata
- Lee Taylor como Carlos
- Vinícius dos Anjos como Exu
- Clayton Mariano como Homem-Desmanche

## Produção
Paulo Sacramento é o diretor, produtor e montador do filme. Esta é sua primeira direção de longa-metragem de ficção. O filme é uma produção da Olhos de Cão em coprodução com a Saracura Filmes e a TC Filmes. Foi gravado em São Paulo.

## Lançamento
Riocorrente ingressou no circuito de festivais durante o 46º Festival de Brasília do Cinema Brasileiro, em setembro de 2013, onde recebeu os prêmios de Melhor Montagem e Melhor Fotografia, sendo exibido posteriormente na 37ª Mostra Internacional de Cinema de São Paulo, em outubro de 2013, onde foi eleito o Melhor Filme Brasileiro segundo a Crítica (Abraccine). Fez sua estreia internacional no Festival Internacional de Cinema de Roterdão em 24 de janeiro de 2014. Estreou no Estados Unidos em seguida sendo exibido no Denver International Film Festival. Foi lançado nos cinemas a partir de 5 de junho de 2014 com distribuição da Califórnia Filmes.

## Recepção

### Reposta dos críticos
O filme foi recebido com avaliações positivas por parte dos críticos. No site agregador de resenhas AdoroCinema, possui uma média de 3,9 de 5 estrelas com base em 10 resenhas. Luiz Zanin, do O Estado de S.Paulo, escreveu: "Paulo Sacramento, através dessa história com inserções documentais, faz um retrato do país que perdeu seu rumo, das metrópoles sucateadas, da falta de esperança e afeto. O filme brasileiro mais importante desde O Som ao Redor, numa estética de coquetel-molotov." Já Marcelo Hessel, em sua crítica ao site Omelete, escreveu: "Embora possa desagradar quem permanece alheio a filmes feitos de símbolos e avessos a narrativas tradicionais, Riocorrente encontra em imagens de rotina [...] traduções bastante fortes da nossa indiferenca diante da ausência, diante das mortes das coisas."

### Prêmios e indicações
| Ano  | Associações                                  | Categoria                           | Recipiente(s)                     | Resultado |
| ---- | -------------------------------------------- | ----------------------------------- | --------------------------------- | --------- |
| 2013 | Festival de Cinema de Brasília               | Melhor Fotografia                   | Aloysio Raulino                   | Venceu    |
| 2013 | Festival de Cinema de Brasília               | Melhor Montagem                     | Idê Lacreta e Paulo Sacramento    | Venceu    |
| 2013 | Mostra Internacional de Cinema de São Paulo  | Melhor Filme da Crítica (ABRACCINE) | Riocorrente                       | Venceu    |
| 2014 | Festival Internacional de Cinema de Bogotá   | Melhor Filme                        | Riocorrente                       | Indicado  |
| 2014 | Festival Internacional de Cinema de Roterdão | Tiger Award                         | Paulo Sacramento                  | Indicado  |
| 2015 | Prêmio ABC de Cinematografia                 | Melhor Montagem                     | Idê Lacreta e Paulo Sacramento    | Indicado  |
| 2015 | Prêmio APCA                                  | Melhor Direção em Cinema            | Paulo Sacramento                  | Venceu    |
| 2015 | Prêmio Guarani de Cinema Brasileiro          | Melhor Efeitos Visuais              | Heitor Cavalheiro                 | Venceu    |
| 2015 | Prêmio Guarani de Cinema Brasileiro          | Melhor Fotografia                   | Aloysio Raulino                   | Indicado  |
| 2015 | Prêmio Guarani de Cinema Brasileiro          | Melhor Som                          | Ricardo Reis e Thiago Bittencourt | Indicado  |